# 9 × 25 mm Mauser
 (mars 2023).
Si vous disposez d'ouvrages ou d'articles de référence ou si vous connaissez des sites web de qualité traitant du thème abordé ici, merci de compléter l'article en donnant les références utiles à sa vérifiabilité et en les liant à la section « Notes et références ».
Si le Mauser C96 et le Luger Parabellum se sont affrontés plusieurs fois dans le cadre de sélection afin d’équiper les forces armées de certains pays, il en va de même pour leurs munitions respectives.
Après le succès du Luger (en calibre 7,65 mm Parabellum) lors de la signature du marché avec la Suisse en 1900, ce sera l’armée prussienne qui fera faux bond à Mauser en 1908. Une fois de plus le Luger l’emporte et devient dès lors le P.08 (en raison de son année d’adoption par l’armée du Kaiser).
Entre-temps, et face à la concurrence ayant mis au point le 9 × 19 mm Parabellum, Mauser développe donc vers 1905 son propre calibre en 9 mm, le 9 × 25 mm Mauser pour le Mauser C96. Cette cartouche, connue sous le nom de 9 mm Mauser Export a été développée afin de concurrencer le 9 × 23 mm Largo, calibre réglementaire espagnol, sur les marchés d'Amérique du sud.
Il s’agit de la munition de 7.63 Mauser du Mauser C96 dont le diamètre de l’ogive est porté à 9 mm. Elle perd la forme bouteille au profit d’une forme droite.
La différence de puissance avec le 9 mm Parabellum est très sensible (étui de 25mm de long pour le calibre Mauser, 19 mm pour le 9 mm Parabellum) et il en va de même avec la vitesse initiale.
Malgré ses qualités balistiques, cette munition ne connaîtra jamais le succès, victime du relatif échec commercial du Mauser C96 face au triomphe du Luger Parabellum et de sa munition devenue depuis universelle.
Quand l’armée prussienne commandera finalement à Mauser des C96, sans les considérer comme réglementaires, ceux-ci seront chambrés en 9 mm Parabellum (cette variante du C96 est identifiée par les collectionneurs comme Mauser C96 modèle 1916).
Le 9 mm Mauser sera finalement adopté par l’armée autrichienne avec le pistolet mitrailleur Steyr Solothurn M.P. 34. Cette arme sera à son tour modifiée pour recevoir le 9 mm Parabellum en 1939.
De nos jours, cette munition semble être toujours disponible aux États-Unis. Sa diffusion demeure néanmoins extrêmement restreinte, avis aux amateurs de rechargement.